# Хосе Хервасио Артигас
Хосе Хервасио Артигас (шп. José Gervasio Artigas; Монтевидео, 19. јун 1764 — Парагвај, 23. септембар 1850) је био уругвајски политичар, један од вођа ослободилачке борбе против Шпанаца у Јужној Америци. Сматра се националним херојем Уругваја.
Био је капетан у шпанској армији. Године 1811. придружио се побуни гауча против Шпанаца.Победио их је 18. маја 1811. у Бици код Лас Пједраса. Године 1815. победио је војску Буенос Ајреса. Артигас је подржавао идеју уједињених провинција Јужне Америке, по угледу на САД. Од 1816 — 1820 Артигас је руководио борбом против насилног присаједињења Уругваја Бразилу.
Од 1820. живео је у изгнанствуу Парагвају.